# Guyana aux Jeux olympiques d'été de 2004
Le Guyana a participé aux Jeux olympiques d'été de 2004 à Athènes. Il s'agit de la 9e participation du pays à des Jeux olympiques d'été.

## Participants
Le Guyana est représenté par quatre athlètes dont deux engagés en athlétisme, un en haltérophilie et un en natation.